# Rammelsberg (Harz)
Der Rammelsberg ist ein 635,1 m ü. NHN hoher Berg am Nordrand des Harzes. Er liegt bei der Kernstadt von Goslar im niedersächsischen Landkreis Goslar.
Im Berg befindet sich das weithin bekannte, stillgelegte Bergwerk Rammelsberg. 1988 wurde nach über 1000 Jahren nahezu ununterbrochenen Bergbaus die Erzförderung eingestellt; seit 1992 gehört das gesamte Gelände mit dem Besucherbergwerk Rammelsberg zum Weltkulturerbe.

## Name

### Sagen vom Ritter Ramm
Einer Sage nach soll der Berg seinen Namen von einem Ritter namens Ramm erhalten haben: Auf einem Jagdausflug im Jahr 968 band der Ritter, ein Gefolgsmann Kaiser Ottos des Großen, sein Pferd an einen Baum, um dem Wild im unwegsamen Gelände zu Fuß nachzustellen. Das Ross scharrte in ungeduldiger Erwartung seines Herrn mit den Hufen und legte so das Erz frei. Zu Ehren des „Entdeckers“ soll der Berg – von Otto I. daselbst – nun Rammelsberg genannt worden sein.
In der Sage von der Zauberjette spielt der Ritter Ramm ebenfalls eine Rolle. Hier erlöst er gemeinsam mit dem Ritter Otto 11 Mädchen und seinen eigenen Vater, die von der Zauberjette gefangengehalten wurden und gewinnt dadurch deren Schätze „am Rammelsberg“, die fortan durch Bergleute gehoben wurden.

### Ramsen
Von Heimatforschern wird der Name von Ramsen, dem im Harz gebräuchlichen Namen der Pflanze Bärlauch, abgeleitet. Rammelsberg wäre dann „der mit Bärlauch bewachsene Berg“.

### Hinweis auf Erzvorkommen
Der Begriff Ram findet sich auch in anderen Gebieten mit bergbaugeschichtlichen Traditionen wieder, wie zum Beispiel bei Ramsau. So ist italienisch rame das Wort für Kupfer.

### Rammeln
Sprachforschern zufolge ist der Name des Ritters in alten Quellen nicht nachweisbar, vielmehr wird eine Herkunft vom Verb rammeln postuliert.

## Geographie

### Lage
Der Rammelsberg erhebt sich am Harznordrand im Naturpark Harz. Sein Gipfel liegt 2,2 km südlich des Zentrums der Kernstadt von Goslar. Vorbei am Berg fließt im Westen die Abzucht, die an seinem Westfuß den Herzberger Teich speist, und im Osten die Dörpke, die in Goslar in die Abzucht mündet.

### Naturräumliche Zuordnung
Der Rammelsberg gehört in der naturräumlichen Haupteinheitengruppe Harz (Nr. 38), in der Haupteinheit Oberharz (380) und in der Untereinheit Goslarer Bergland (380.2) zum Naturraum Gosebergland (380.21). Seine Landschaft fällt nach Norden in den Naturraum Immenroder Schotterfluren (5101.12) ab, der in der Haupteinheitengruppe Nördliches Harzvorland (51), in der Haupteinheit Harzburger Harzvorland (5101) und dessen Teil Vienenburger Vorland (5101.1) zur Untereinheit Harzburger Harzvorland (5101) zählt.

## Schutzgebiete
Auf dem Westhang des Rammelsbergs befindet sich das Naturschutzgebiet Blockschutthalden am Rammelsberg (CDDA-Nr. 81425; 1983 ausgewiesen; 18,5 ha groß). Auf dem Berg liegen Teile des Landschaftsschutzgebiets Harz (Landkreis Goslar) (CDDA-Nr. 321402; 2001; 389,75 km²).

## Bergbaugeschichte
Siehe Abschnitt Bergbaugeschichte des Artikels Rammelsberg

### Historische Kulturlandschaft
Der Rammelsberg ist eine 2,2 km² große historische Kulturlandschaft von landesweiter Bedeutung innerhalb des Kulturlandschaftsraums Westharz. Die Zuordnung zu den Kulturlandschaften in Niedersachsen hat der Niedersächsische Landesbetrieb für Wasserwirtschaft, Küsten- und Naturschutz (NLWKN) 2018 getroffen. Ein besonderer, rechtlich verbindlicher Schutzstatus ist mit der Klassifizierung nicht verbunden.

## Herzberger Teich

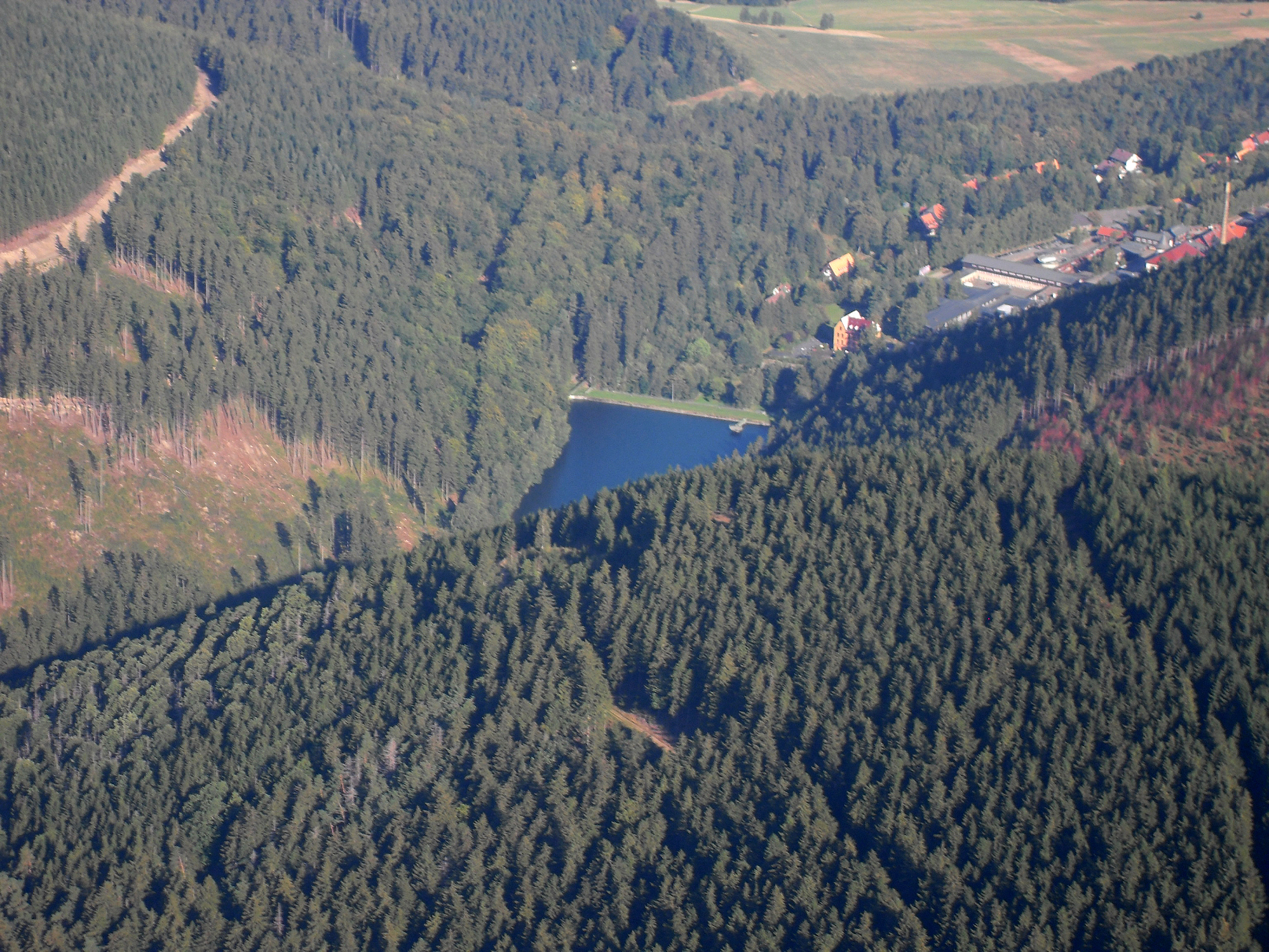
Herzberger Teich, im Hintergrund rechts die Erzaufbereitung des Rammelsberges

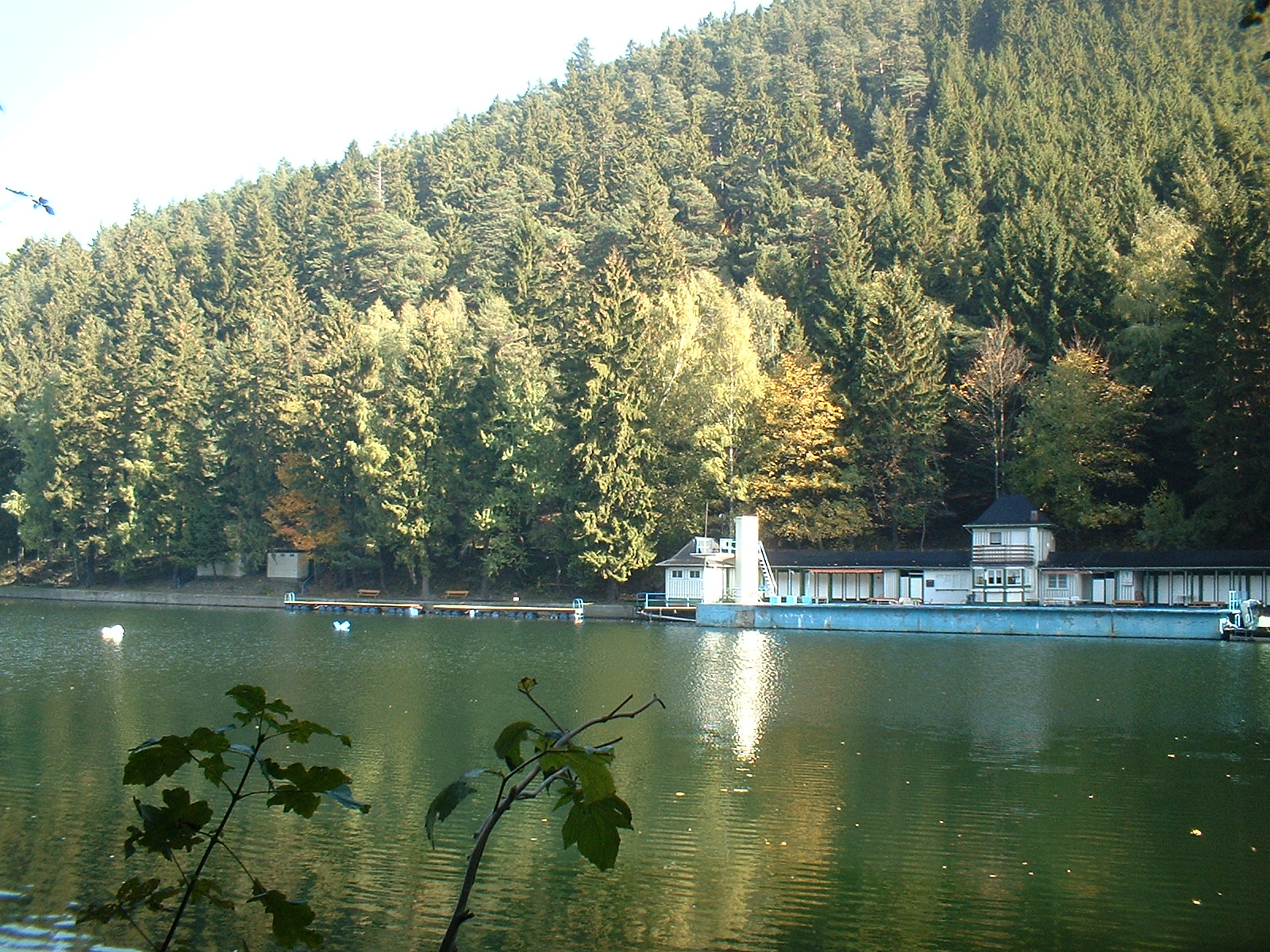
Das inzwischen abgerissene Waldbad am Teich, 2003

Um in trockenen Zeiten genügend Aufschlagwasser für die Wasserräder des Bergwerkes zu haben, wurde vor 1530 am Westfuß des Rammelsbergs der Herzberger Teich angelegt. In den Jahren 1926 bis etwa 2000 wurde dieser als Waldbad betrieben. Bis zur Stilllegung des Bergwerks wurde das Wasser zur Kühlung der Anlage genutzt, das warme Wasser wurde anschließend in den Teich zurückgepumpt und beheizte das Schwimmbecken im Waldbad. Seit etwa 2014 sind die Einrichtungen der Badeanstalt abgerissen.

## Verkehrsanbindung
Von der Bundesstraße 241 zweigt in Goslar die Stichstraße Rammelsberger Straße ab, die zum am Westfuß des Rammelsbergs nahe dem Herzberger Teich liegenden Bergbaumuseum führt und dort in die Straße Bergtal übergeht, wo es drei Parkplätze (PKW und Busse) gibt. Von dieser Straße zweigt etwa auf halber Strecke die Bruchchaussee ab; an dieser sich den nordwestlichen Berghang hinaufwindenden Straße gibt es auf etwa 382 m Höhe den Parkplatz Blauer Haufen und beim Straßenende auf knapp 400 m Höhe einen Parkplatz zwischen dem Winkler Wetterschacht und dem Maltermeisterturm mit der Berggaststätte Maltermeister Turm.
Vom Bahnhof Goslar zur Endhaltestelle Bergbaumuseum fahren Busse einer Stadtbuslinie.

## Wandern, Drachen- und Gleitschirmfliegen

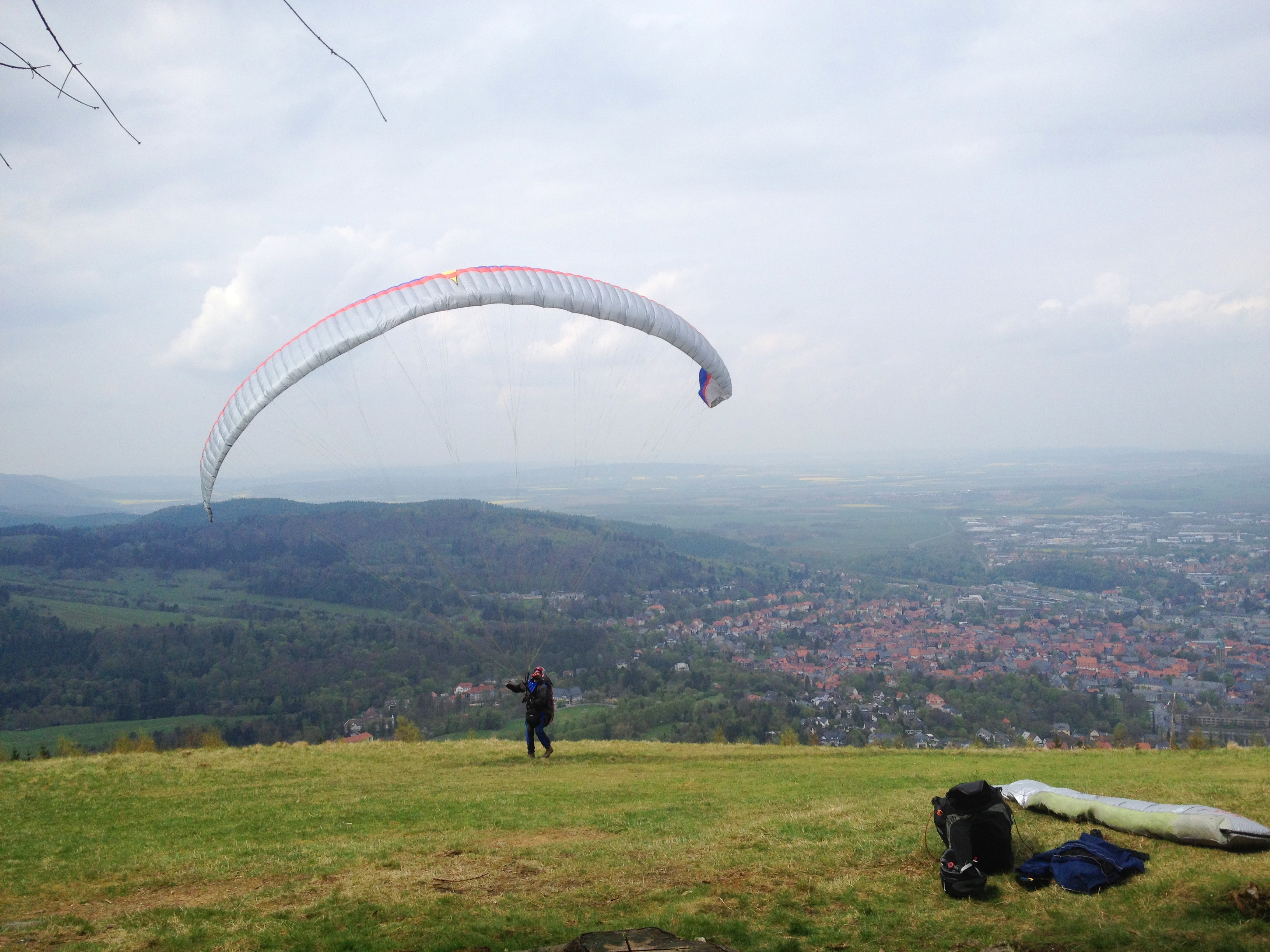
Gleitschirm am Startplatz Nordwest mit dem Steinberg und Goslar im Hintergrund

Durch das nördlich des Rammelsbergs liegende Goslar führen die europäischen Fernwanderwege E6 und E11. Von einem dortigen gemeinsamen Kurzabschnitt beider Wege zweigt der über den Westhang verlaufende Wanderwege Harzklub-Weg 23A (auf dem Alten Windeweg und Rammelsberger Weg) ab; etwas westlich unterhalb davon verläuft der Harzklub-Weg 23G (auf dem Borchersweg). Über die Gipfelregion führen Waldpfade. Das Weltkulturerbe Rammelsberg ist als Nr. 91 in das System der Stempelstellen der Harzer Wandernadel einbezogen.
Auf dem Berg gibt es die Drachen- und Gleitschirmstartplätze Nordwest (ca. 600 m) und Südwest (ca. 610 m) des Harzer Drachen- und Gleitschirmverein Goslar e. V. (HDGV).